# Divock Origi
Divock Okoth Origi, mais conhecido como Divock Origi (Oostende, 18 de abril de 1995) é um futebolista belga que atua como centroavante pelo AC Milan, embora não faz mais parte do time principal masculino e atualmente treina e está listado no time reserva Milan Futuro.

## Carreira

### Lille
Origi começou sua carreira no Genk, da Bélgica, mas em maio de 2010 assinou pelo Lille, da França.
No dia 24 de janeiro de 2013, ele permaneceu no banco de reservas na vitória do Lille por 3-1 sobre o Plabennec pela Copa da França da temporada 2012-13. Já no dia 2 de fevereiro de 2013, marcou em sua estreia pela equipe principal do Lille. Após entrar no jogo aos 69 minutos, no lugar de Ronny Rodelin, igualou o marcador seis minutos mais tarde através de um cruzamento de Dimitri Payet, ajudando o time a conquistar mais um ponto na Ligue 1, no empate em casa contra o Troyes.
No dia 29 de julho de 2014 foi comprado pelo Liverpool, mas continuou emprestado ao Lille.

### Liverpool
No dia 2 de dezembro de 2018, contra o rival Everton, Origi marcou seu primeiro gol na temporada num jogo em que o Liverpool venceu por 1 a 0. Aos 84 minutos ele entrou como substituto de Roberto Firmino e marcou de cabeça aos 96 minutos, aproveitando um erro do goleiro do Everton, Jordan Pickford. Já no dia 04 de maio de 2019, substituindo o lesionado Mohamed Salah, ele marcou o gol da vitória contra o Newcastle na vitória por 3 a 2, e assim manteve o Liverpool na acirrada disputa pelo título da Premier League. No dia 7 de maio, Origi não só marcou pela primeira vez na Liga dos Campeões 2018-19, como brilhou com mais outro gol (terminou marcando dois no 4 a 0), garantindo uma virada histórica sobre o Barcelona. O time catalão, que havia vencido o jogo de ida por 3 a 0 e chegava com grande favoritismo para avançar à final, foi surpreendido com a goleada sofrida no Anfield. No dia 01 de junho de 2019, entrou no lugar de Roberto Firmino e marcou o segundo gol do time inglês na final da Liga dos Campeões de 2018–19, sacramentando assim a vitória e o título do Liverpool (o 6º na história da equipe).
Em sua passagem pelo Liverpool que durou sete temporadas com 174 jogos, 41 golos e 14 assistências.

### Milan
Em 5 de julho de 2022 o Milan anunciou a contratação de Origi por 4 temporadas, assim O belga assinou contrato até 30 de junho de 2026.

### Nottingham Forest
Em 1 de setembro de 2023, Nottingham Forest anunciou a contratação de Origi, por empréstimo de uma temporada.

## Seleção Belga
Origi atuou pelas seleções de base da Bélgica sub-15, sub-16, sub-17, sub-19 e Sub-21. Ele marcou dez gols pela equipe sub-19, o primeiro dos quais num jogo da eliminatória da UEFA Champions League de 2013, contra a Bielorrússia, no dia 12 de outubro de 2012.
Divock Origi é filho do ex-atacante queniano Michael Okoth Origi, mais conhecido como Mike Origi, podendo então defender a seleção do país do pai. Foi então que a Federação Queniana de Futebol manifestou interesse em persuadir Origi a jogar pela Seleção Queniana no futuro. Isso não foi possível, pois Origi atuou pela Seleção Belga.
No dia 13 de maio de 2014, o treinador da Bélgica Marc Wilmots anunciou que Origi seria parte dos 23 atletas que representariam a Seleção na Copa do Mundo FIFA de 2014. Ele entrou como substituto do companheiro de equipe Romelu Lukaku no minuto 58 da abertura do Grupo H, jogo contra a Argélia, em Belo Horizonte, no dia 17 de junho. No segundo jogo da Bélgica, mais uma vez depois de entrar como substituto de Lukaku, Origi marcou seu primeiro gol pela seleção aos 88 minutos, dando a vitória por 1 a 0 sobre a Rússia e classificando os Diabos Vermelhos para a Fase final. Ao anotar este gol, aos 19 anos 2 meses e 4 dias, ele se tornou o jogador mais jovem a marcar um gol na Copa, o gol do jogador mais jovem da história da Bélgica em Copa do Mundo e o primeiro jogador de origem queniana a marcar um gol em Copas do Mundo FIFA.
Devido a uma temporada fraca com o Wolfsburg em 2017-2018, que inclusive jogou o playout da Bundesliga, Origi não foi convocado para a Copa do Mundo de 2018, na Rússia.

## Vida pessoal
Origi nasceu em uma família de jogadores de futebol. Seu pai Mike Origi jogou pelo Oostende, Racing Genk, entre outros clubes belgas, bem como pela Seleção Queniana. Seu tio, Austin Oduor, atuou no Campeonato Queniano pelo Gor Mahia, enquanto os seus outros tios Gerald e Anthony jogaram pelo Tusker. Seu primo Arnold atua como goleiro pelo Lillestrøm no Campeonato Norueguês e pela Seleção Queniana.

## Títulos
Liverpool
- Liga dos Campeões da UEFA: 2018–19
- Supercopa da UEFA: 2019
- Copa do Mundo de Clubes da FIFA: 2019
- Campeonato Inglês: 2019–20
- Copa da Liga Inglesa: 2021–22
- Copa da Inglaterra: 2021–22